# Cane da presa
Il cane da presa del sud italia è l'antica variante funzionante del Mastino napoletano. Prima del 1946 non c'era distinzione tra mastino napoletano, Cane da presa e Cane corso, questi erano semplicemente tre nomi diversi per lo stesso cane. Il moderno mastino napoletano è diverso dall'originale, un cane creato da mostre canine. Gli estimatori del mastino originale hanno avviato un'organizzazione che sta cercando di raccogliere gli esemplari rimanenti che si adattano allo standard del mastino napoletano del 1946.
Questo è il secondo salvataggio di questa proto-razza.